# 甲本一
甲本 一（こうもと はじめ、6月25日 - ）は、日本の漫画家。『週刊少年ジャンプ』に『マッシュル-MASHLE-』を連載していた。

## 来歴

### 生い立ち
6月25日生まれ。小学1年生くらいのころ、澤井啓夫の『ボボボーボ・ボーボボ』を古本屋で見かけたことを機に、単行本を集めるようになった。小学生時代は『ジャンプ』少年で、『銀魂』や『アイシールド21』にもハマっていた。そのころから絵を描くことが好きだった甲本は、「自由帳にコマ割りのない漫画みたいなもの」を描いて過ごし、漫画家についても意識していた。小学2年から3年のころは絵を好む友人に描いたものを互いに見せ合い、高学年のころには『NARUTO -ナルト-』の模写をしていた。
美術大学出身の母親から漫画に必要な画材を教わった。小学生のころ、画材や文具を扱う世界堂へ母親と訪れ、初めて原稿用紙を購入。Gペンやミリペンも購入し、アナログで漫画を制作。しかし漫画は当時かっこいいと考えていた『ボボボーボ・ボーボボ』のデザインの模写などで、ストーリー作りを行い、本格的に漫画制作を開始したのは中学生のころであった。当時は「襲われている村を助ける」といった、真似をした設定の話を考えていた。

### 漫画賞に応募
高校1年のころ、『ワンパンマン』のサイタマに近い主人公で、尾田栄一郎の『一鬼夜行』に似た設定の漫画を執筆し、漫画賞に応募。2回ほど応募したところ、「最終候補まであと一歩」の状態となり、当時の担当編集者からストーリー漫画を描くよう言われた。しかし当時15ページの漫画しか描いていなかった甲本は「30ページはとても無理」と考え、さらに甲本より1歳ほど年上で同世代の三木有の『改造人間ロギイ』のクオリティを見て、「こりゃ無理だ」と思い、普通の高校生活を過ごす。文化祭の看板の絵を描いたくらいで、漫画賞を目指さず、絵は趣味で描いていた。ペンタブを使用するようになり、大学生くらいまでインディーズの漫画サイトに投稿。そこでは趣味であったため、読者の反応を意識して描いていなかったが、読者からコメントを貰い、「自分の考えと、読者の反応は違う」と感じる。

### 社会人を経験
高校から進学する際、美術大学に進学してそういう道を歩むか、普通の大学へ行くか迷ったが、美術大学を選ばなかった時点で「将来は普通の社会人として生きていこう」と考える。大学を卒業後、広告系の営業職に就職をし、社会人を経験する。就職活動では「ホワイトそうな製造メーカー」を狙っていたが、志望動機が言えなかったため、広告系の業界に変更。そこでは「ものを作りたいです」と言えたため、うまくいったと甲本は話している。就職活動の後は、絵を描くほか、「マーケティングのことや心理学、脳科学」やアイデアの出し方の本を読み、仕事のための勉強をするために図書館へ通って過ごす。
もともと甲本は人見知りで、気分で学校を休みゲームをして学生時代を過ごしていたため、「自分は社会性が著しく欠けている」と自覚があった。そのため、「サラリーマンになるのは難しいだろう」、「社会人はちょっと無理かも」と考えていた。広告業界は安定しておらず、業界の想像と現実が異なっており、営業であったため「アイデアを作ることに関われない」状態で、会社がブラックであった。それであれば「いっそ漫画家を目指そう」と考える。お笑い芸人も頭に浮かんだが、漫画が好きであったため、漫画家を目指そうと考える。2017年ごろ、当時は『銀魂』と『斉木楠雄のΨ難』の連載が終了したタイミングでもあり、「（コメディ系の）空きが出たか」と考えたことも理由に挙げている。

### デビューまで
『今日から俺は!!』のような漫画を描きたいと考えていたため、ジャンプ以外に『週刊少年サンデー』にも応募。2年で連載という目標を設定し、期限があるため「雑でもいいからとにかく数をこなさなきゃいけない」と考え、1つの作品には2週間から1か月くらいの期間で制作。夜勤で警備員のアルバイトをしながら、漫画の執筆を行っていた。
「ギャグ漫画家になりたかった」ため、「赤塚賞を余裕で取れるくらいじゃないと」と考え、「取れなかったら諦めよう」と思い、赤塚賞へ応募する。2018年、第89回赤塚賞で『爆裂面接試験』が佳作を受賞（柏崎康一名義）。受賞後新たに描いた作品がすぐに掲載となり、2019年、『リベラル風紀委員 山田太郎』でデビューを果たす。当時の担当編集者の井坂によると、受賞もデビューもしたが、何故か突然ペンネームを改名したいと言ったため、柏崎康一からこういちろうに改名する。

### 連載
2020年、『週刊少年ジャンプ』（集英社）9号より初の連載となる『マッシュル-MASHLE-』を開始。同作が「次にくるマンガ大賞 2020」で11位、「全国書店員が選んだおすすめコミック2021」で3位を受賞。同作は2023年と2024年にテレビアニメ化されている。2023年31号で同作の連載を終了。

## 人物

### 漫画制作について
甲本によると、漫画を描く時に文字の大きさや行数に気をつけており、絵については「最初にキャラの位置関係がわかる全体の絵を入れる」ことを重要視しているという。アクションシーンの「一枚絵では奥から手前にパースがきつくつくように」工夫している。甲本は「やばい」キャラクターを好んでいるため、自身の漫画に登場する人物についてもセリフを極端にし、「とりあえずやばい人」になるように描いているという。ジムに通っており、その時間を確保するために「力を抜くとこは抜く」のだという。

### 影響を受けたものなど
WEB版の『ワンパンマン』が好きで、影響を受けている。『鬼滅の刃』を見て、キャラクターデザインにアイテムやモチーフを入れるとキャラクターのアイコンになるのだと考えたという。
好きな漫画に『弱虫ペダル』、『グラップラー刃牙』、『囚人リク』、『君に届け』を挙げている。趣味・特技はYahoo!知恵袋と反復横跳び。
漫画家になってよかったことは、『ボボボーボ・ボーボボ』の澤井啓夫とやりとりをしたことである。センターカラーで同作の真似をした際、許可を得るためにお願いしたところ、澤井から「がんばってね」と言われ、すべてが報われたと甲本は話している。

## 作品リスト

### 連載
- マッシュル-MASHLE-（『週刊少年ジャンプ』2020年9号[4] - 2023年31号[15]、全18巻） - 甲本一名義。

### 読み切り
- リベラル風紀委員 山田太郎（『ジャンプGIGA』2019WINTERvol.1[9]） - 柏崎康一名義[9]。デビュー作[1]。
- 破壊神シヴァ崎くん（『ジャンプGIGA』2019SUMMERvol.1[9]） - こういちろう名義[9]。

## 関連人物
- 浅井友輔 - 担当編集者[21]